# Stazione di Naniwabashi
La stazione di Naniwabashi (なにわ橋駅?, Naniwabashi-eki) è una stazione ferroviaria delle Ferrovie Keihan situata nel quartiere di Kita-ku di Osaka, in Giappone. La stazione è servita dalla linea Keihan Nakanoshima ed è dotata di 2 binari passanti sotterranei.

## Linee e servizi

### Treni
Ferrovie Keihan
● Linea Keihan Nakanoshima

## Struttura
La stazione è costituita da un marciapiede a isola centrale servente due binari passanti al quarto piano sotterraneo. Il mezzanino di accesso con i tornelli si trova al secondo piano sotterraneo, mentre al primo si trova un'area per eventi chiamata "B1".
| 1 | ● Linea Keihan Nakanoshima | per Kyōbashi, Hirakatashi, Chūshojima, Sanjō e Demachiyanagi (ora di punta) |
| 2 | ● Linea Keihan Nakanoshima | per Nakanoshima                                                             |

## Stazioni adiacenti
| «                        | Servizio                 | »                        |
| Linea Keihan Nakanoshima | Linea Keihan Nakanoshima | Linea Keihan Nakanoshima |
| ------------------------ | ------------------------ | ------------------------ |
| Ōebashi                  | Tutti i treni            | Tenmabashi               |